# Edwin Werner
Edwin Werner (* 1940 in Breslau) ist ein deutscher Musikwissenschaftler und Händel-Forscher.

## Leben
Werner stammt aus Schlesien. Nach dem Abitur in Ballenstedt im Kreis Quedlinburg studierte er von 1959 bis zum Diplom 1964 Musikwissenschaft und Germanistik an der Martin-Luther-Universität Halle-Wittenberg. Zu seinen akademischen Lehrern gehörten u. a. Max Schneider und Walther Siegmund-Schultze. Von 1964 bis 1967 war er als Musikdramaturg am Theater Eisleben tätig.
Danach (1967) wurde er unter Konrad Sasse stellvertretender Direktor des Händel-Hauses in Halle (Saale). 1981 erfolgte bei Bernd Baselt die Promotion A zum Dr. phil. mit der Arbeit Georg Friedrich Händels „Trauer-Anthem“ HWV 264. Eine Studie mit kritischer Ausgabe der Partitur im Rahmen der Hallischen Händel-Ausgabe. Von 1982 bis 2005 war er als Nachfolger Sasses Direktor des Musikmuseums, das er als international bedeutsame Einrichtung etablierte. Für die „Bach-Händel-Schütz-Ehrung der DDR“ konzipierte er in den 1980er Jahren die Erweiterung des Händel-Hauses um drei Gebäude. Nach der Wende setzte er sich für die Schaffung eines „Händel-Viertels“ ein. Unter seiner Ägide wurden erste Tonträger mit Händel-Musik herausgegeben, wobei er auch selbst als Organist in Erscheinung trat.
Werner gab die überarbeitete Dissertation Sasses zu Robert Franz und die Reihe Schriften des Händelhauses in Halle heraus, verfasste den Museumsführer und führte die Händel-Bibliographie fort. Außerdem war er Dozent für Instrumentenkunde an der Martin-Luther-Universität Halle-Wittenberg. Er gilt als ein führender Experte auf dem Gebiet der Händel-Ikonographie. So steuerte er Beiträge für das Händel-Jahrbuch (2008) und die Cambridge Handel Encyclopedia (2009) bei und war Autor der maßgeblichen Publikation Händel-Bildnisse in den Sammlungen der Stiftung Händel-Haus (2013).
Bei den Händel-Festspielen in Halle (Saale) war er mitverantwortlich für die Programmgestaltung. Von 1983 bis 2011 war er Vorstandsmitglied der internationalen Georg-Friedrich-Händel-Gesellschaft, die ihn 2015 zu ihrem Ehrenmitglied ernannte. Überdies initiierte er 1990 den Freundes- und Förderkreis des Händel-Hauses zu Halle e.V. Nach seiner aktiven Museumszeit war er als Vorstandsberater und Beiratsmitglied tätig. Auch verfasste er Beiträge und lektorierte für die Mitteilungen des Vereins, die er 1991 noch als Händel-Hausmitteilungen etabliert hatte.
Werner begründete 1994 die Ständige Konferenz Mitteldeutsche Barockmusik e.V. mit, die mittlerweile in Mitteldeutsche Barockmusik in Sachsen, Sachsen-Anhalt und Thüringen e.V. umbenannt wurde. Außerdem war er Mitbegründer des Halleschen Musikrats und von 1990 bis 2004 Gründungspräsident des Landesmusikrats Sachsen-Anhalt. Später wurde er dessen Ehrenpräsident. Ferner war er von 1993 bis 1997 Vorsitzender des Länderrats (Konferenz der Landesmusikräte) im Deutschen Musikrat. Von 2003 bis 2009 war er Mitglied des MDR-Rundfunkrats, außerdem gehörte er dem ARD-Programmbeirat an.
Werner ist verheiratet.

## Auszeichnungen
- Titel „Obermuseumsrat“ (1986)
- Händelpreis des Bezirkes Halle (1986)
- Ehrenpräsident des Landesmusikrats Sachsen-Anhalt (2005)
- Bundesverdienstkreuz am Bande (2006)
- Ehrenmitglied der Georg-Friedrich-Händel-Gesellschaft e.V. (2015)
- Ehrenmitglied des Freundes- und Förderkreises des Händel-Hauses zu Halle e.V. (2017)

## Schriften (Auswahl)
- Beiträge zur Forschung über Leben und Werk von Robert Franz 1815–1892 (= Schriften des Händelhauses in Halle. Bd. 4). Händel-Haus, Halle an der Saale 1986 – bearbeitet und herausgegeben.
- Händel-Bildnisse in den Sammlungen der Stiftung Händel-Haus (= Mitteilungen des Freundes- und Förderkreises des Händel-Hauses zu Halle. Sonderheft 2013). Freundes- und Förderkreis des Händel-Hauses zu Halle, Halle (Saale) 2013, ISBN 978-3-930550-98-2 – zusammengestellt und bearbeitet.
- Das Händel-Haus in Halle. Führer durch die Händel-Ausstellung und Geschichte des Händel-Hauses. 5. veränderte Auflage, Händel-Haus, Halle (Saale) 2007, ISBN 978-3-910019-24-9.